# Física dos semicondutores
A física dos semicondutores é o ramo da física que estuda os materiais semicondutores. fundamenta-se na quantidade de elétrons na camada de valência dos átomos do dispositivo a circular em uma corrente elétrica, e no manuseio de outros tipos de substâncias chamadas de "impurezas" que podem ser do tipo N ou P e que ao serem misturadas com esses átomos alteram o estado de elétrons livres no composto.

## Funcionamento dos semicondutores
As misturas do tipo N têm cinco elétrons na camada de valência, e ao serem misturadas com a base de valência de quatro elétrons (como o germânio ou o silício) aumentam o número de elétrons livres no composto, já que a ligação covalente dos dois átomos deixaria um elétron sobrando, e esse elétron que sobra vira um elétron livre, aumentando drasticamente a condutividade do composto.
As "impurezas" do tipo P têm apenas três elétrons de valência, e na ligação covalente com a base (quatro elétrons de valência) ficaria faltando um elétron na ligação ({\displaystyle 7-8=-1}), deixando uma "lacuna" nessa ligação. Essa lacuna funciona como um potencial positivo para o escoamento da corrente, e assim o fluxo de elétrons tende a ir da junção base-N, onde sobram elétrons, para a junção base-P onde faltam elétrons faltam.